# Stadtkirche (Lauscha)

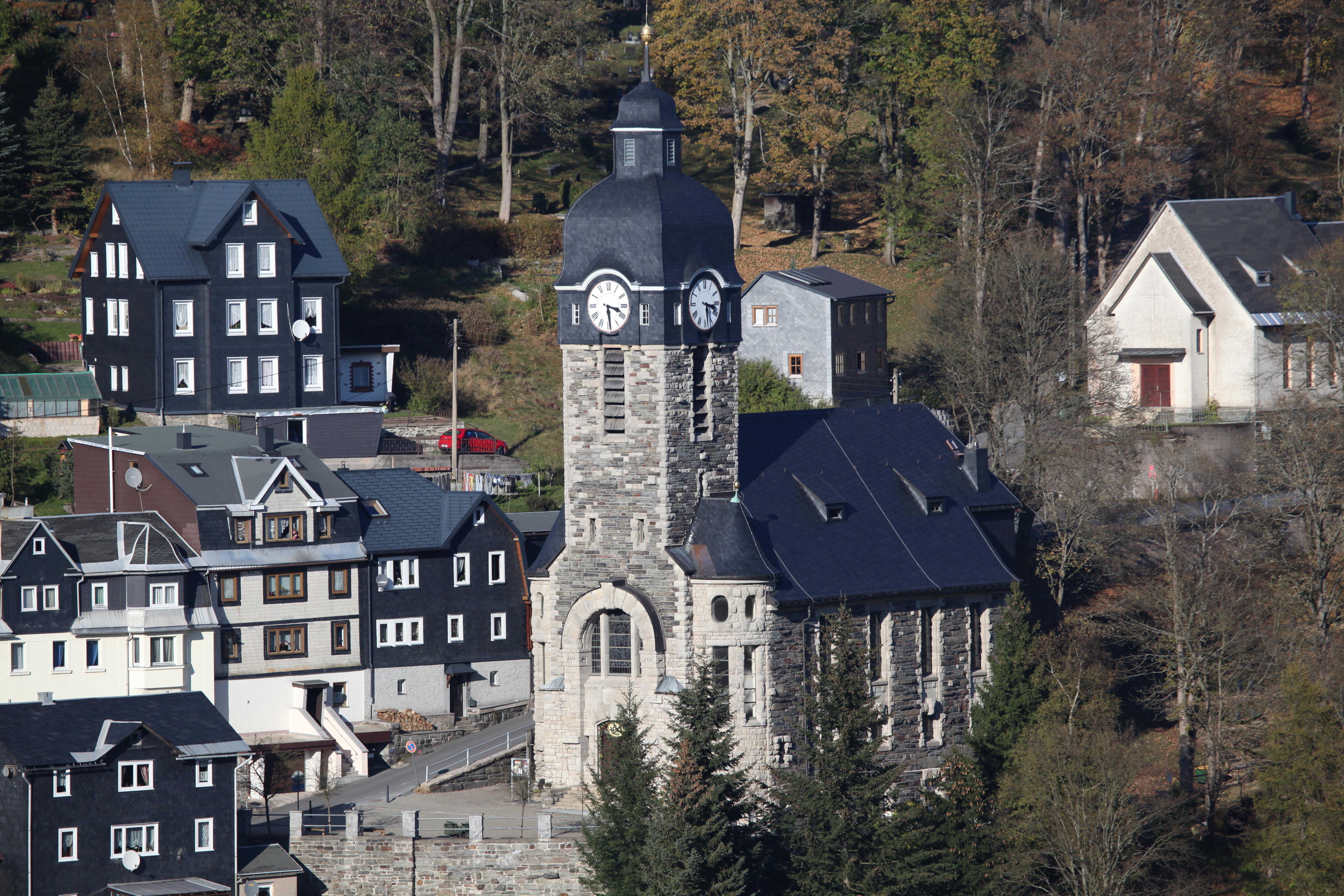
Evangelische Stadtkirche zu Lauscha

Die Stadtkirche Lauscha ist die evangelisch-lutherische Pfarrkirche der Stadt Lauscha. Das im Jugendstil errichtete Gebäude wurde am 17. September 1911 eingeweiht. Es steht dominierend an einem Südhang direkt über dem Ortszentrum.

## Geschichte

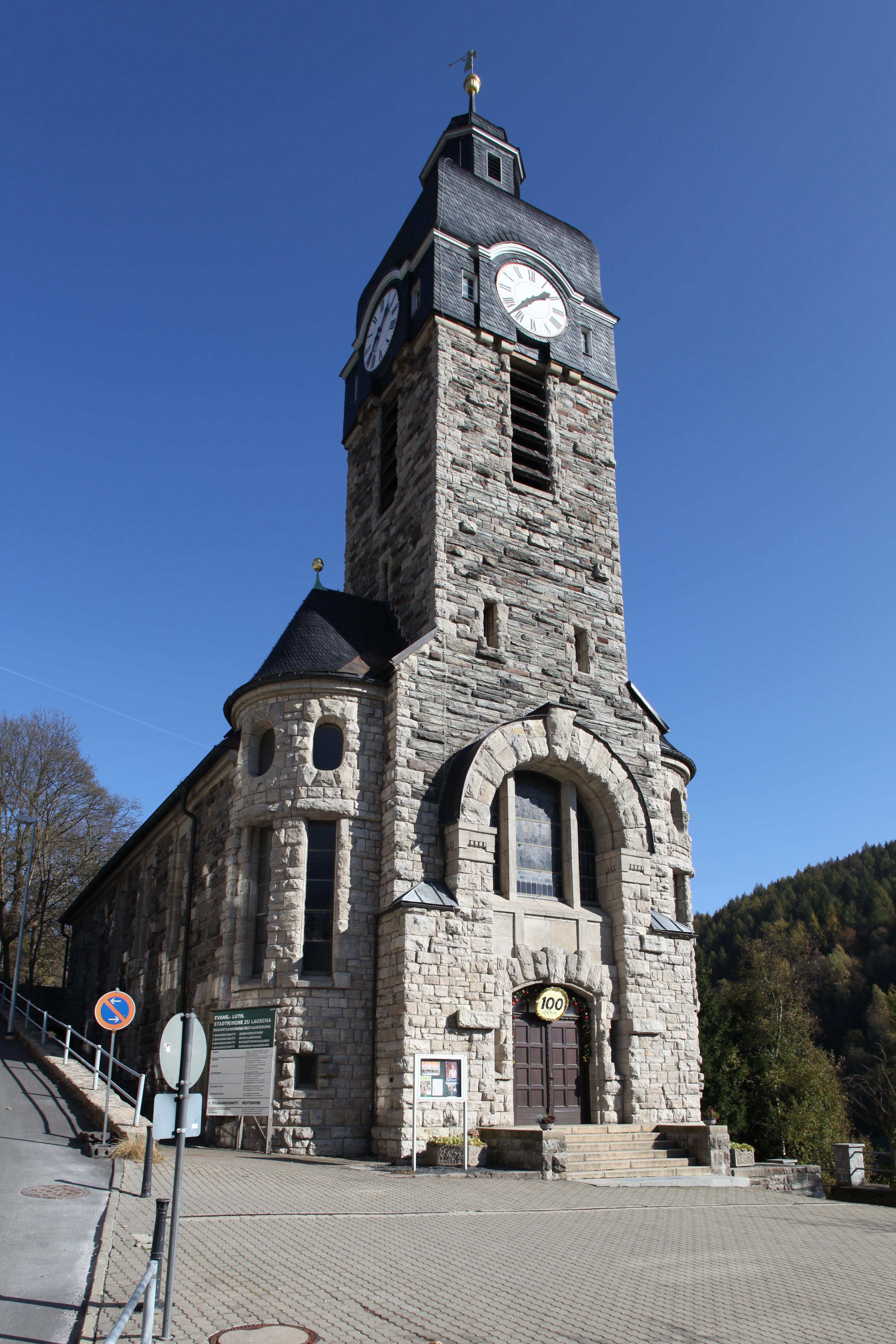
Kirchturm

Seit seiner Gründung 1597 gehörte Lauscha zum Kirchspiel der Pfarrei Steinheid, einem rund 200 Meter höher gelegenen Bergdorf. Der Fußweg dorthin dauerte etwa zwei Stunden. Auch die Verstorbenen mussten auf dem sogenannten Totenweg nach Steinheid zur Beerdigung gebracht werden. Die wachsende Zahl der Einwohner veranlasste 1728 die Gemeinde, beim Herzog Johann Ernst von Sachsen-Saalfeld um die Erlaubnis zum Bau einer Kirche nachzufragen, die erteilt wurde. Am 20. Juni 1730 war Grundsteinlegung, am 13. Oktober 1732 folgte die feierliche Einweihung in dem damals etwa 400 Seelen zählenden Ort. Zur Finanzierung des Bauwerks wurden unter anderem Kollekten im Coburger Land und in den Ämtern Themar und Römhild durchgeführt. Außerdem wurde ein Darlehen aufgenommen. Die Kirche war anfangs Filialgemeinde von Steinheid. Die Gründung einer selbständigen Pfarrei erfolgte 1841. 1899 erfolgte die Einpfarrung Ernstthals, das seit seiner Gründung 1707 zum Kirchspiel der Pfarrei Spechtsbrunn gehörte.
Der schlechte Bauzustand zwang die auf rund 6700 Mitglieder angewachsene Gemeinde Anfang des 20. Jahrhunderts zur Planung eines Neubaus. Aus Entwürfen des Meininger Hofbaumeisters Karl Behlert, des Saalfelder Landesbaurates Karl Rommel, des Münchner Professors Albert Schmidt und des Leipziger Architekten Julius Zeißig wurde 1909 der Letztere mit der Umsetzung seiner Pläne, der kostengünstigsten Variante, beauftragt.
Im Juli 1910 folgte der Abriss der alten Kirche, am 16. August 1910 war Grundsteinlegung des Neubaus, der 17. September 1911 feierlich eingeweiht wurde. Das Innere, insbesondere die Glasmalereien, und das gesamte Erscheinungsbild der Kirche fand nicht das Wohlwollen des Landesherrn Herzog Georg II., der trotzdem 12.000 Mark stiftete. Die Baukosten betrugen 139.892 Mark und wurden durch Spenden sowie 21 Stiftungen und Vermächtnisse getragen.
1921 wurde eine elektrische Beleuchtung und 1938 das elektrische Geläut in Betrieb genommen. 1958 wurde der Innenraum farblich neu gestaltet. Dadurch wurde das ursprüngliche Gestaltungskonzept Zeißigs zerstört. In den 2000er Jahren erfolgte die Wiederherstellung der ursprünglichen Jugendstilfassung.

## Architektur

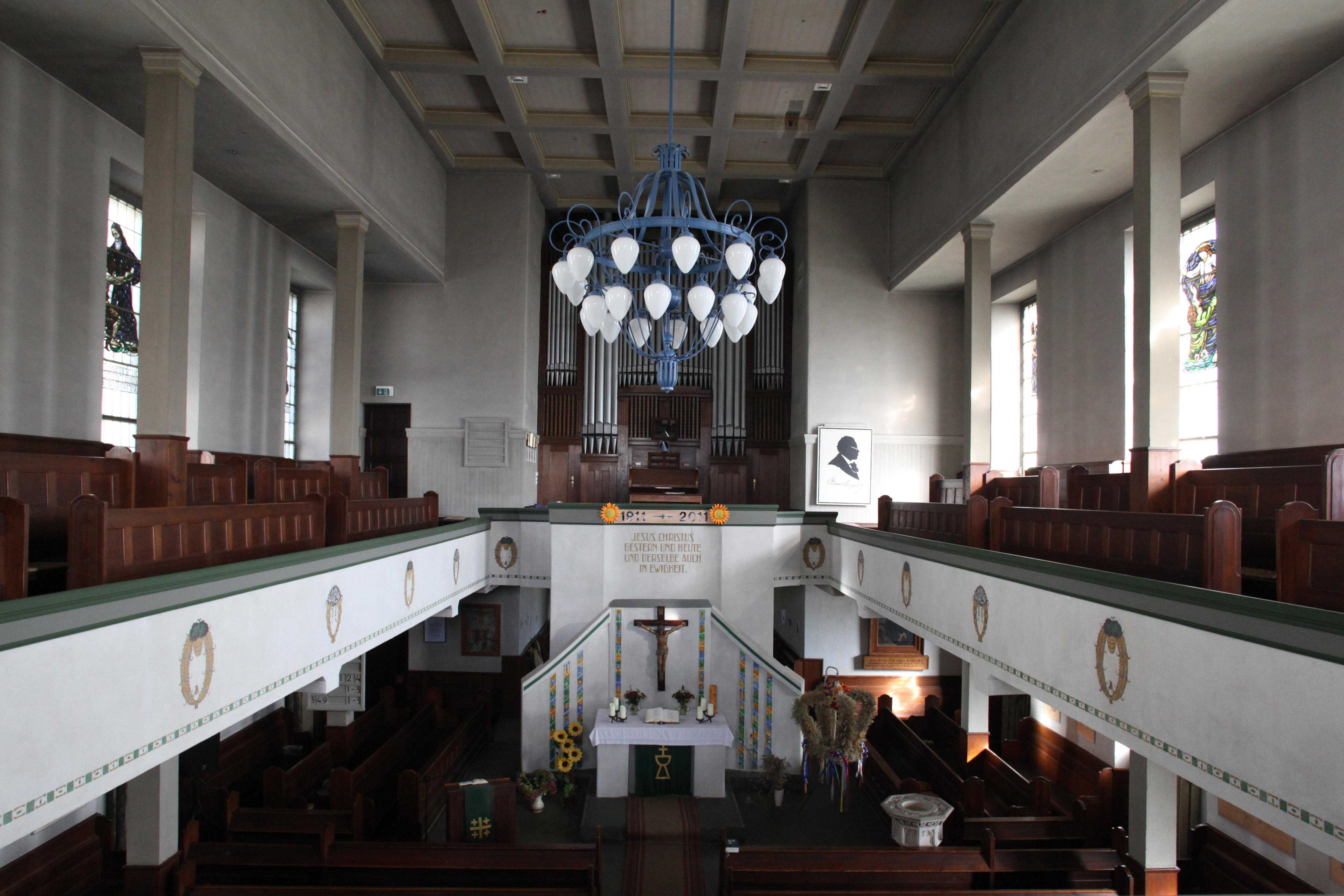
Kirchenschiff

Die Kirche weist Formen des Jugendstils auf. Als Saalkirche gestaltet hat sie einen rechteckigen Grundriss mit einer Vorhalle unter dem Kirchturm und einer Taufkapelle sowie Sakristei hinter dem Altar und der Kanzel. Das Kirchenschiff steht auf einem Sockelgeschoss, in dem sich die Winterkirche befindet, ursprünglich der Konfirmandensaal. Die Fassade des Gotteshauses besteht aus bossiertem Natursteinquader, wobei die Gebäudekanten, Fenster und Türen durch helle Werksteineinfassungen betont sind. Der 38 Meter hohe Kirchturm mit dem Haupteingang ist nach Südwesten ausgerichtet und trägt eine beschieferte welsche Haube mit einer Laterne und Wetterfahne in Gestalt eines Posaunenengels. Er wird beidseitig von Treppentürmen flankiert.
Das 17 Meter lange, 12 Meter hohe und 12 Meter breite Kirchenschiff hat eine Kassettendecke und umlaufende Empore mit Orgel auf der Nordostseite. 430 Sitzplätze sind vorhanden. In Anlehnung an das Wiesbadener Programm wurden der leicht vorgesetzte Altar, die Kanzel und die Orgel übereinander in der Mittelachse des Innenraumes angeordnet.
Das Kirchenschiff besitzt eine Vielzahl von Farbglasfenstern, an denen auch die Namen der Stifter zu lesen sind. Die Glasmalereien entwarf der Dresdner Karl Schulz und die Dresdner Werkstatt Urban stellte sie her. Auf den acht Fenstern unter den Längsemporen sind Personen der Orts- und Kirchengeschichte dargestellt. Die Emporenfenster zeigen Szenen aus dem Neuen Testament. Das Fenster über dem Haupteingang stellt den auferstehenden Christus dar. Die drei Farbglasfenster in der Vorhalle von Knoch & Lysek aus Coburg zeigen Orts- und Kirchengeschichte.

## Orgel

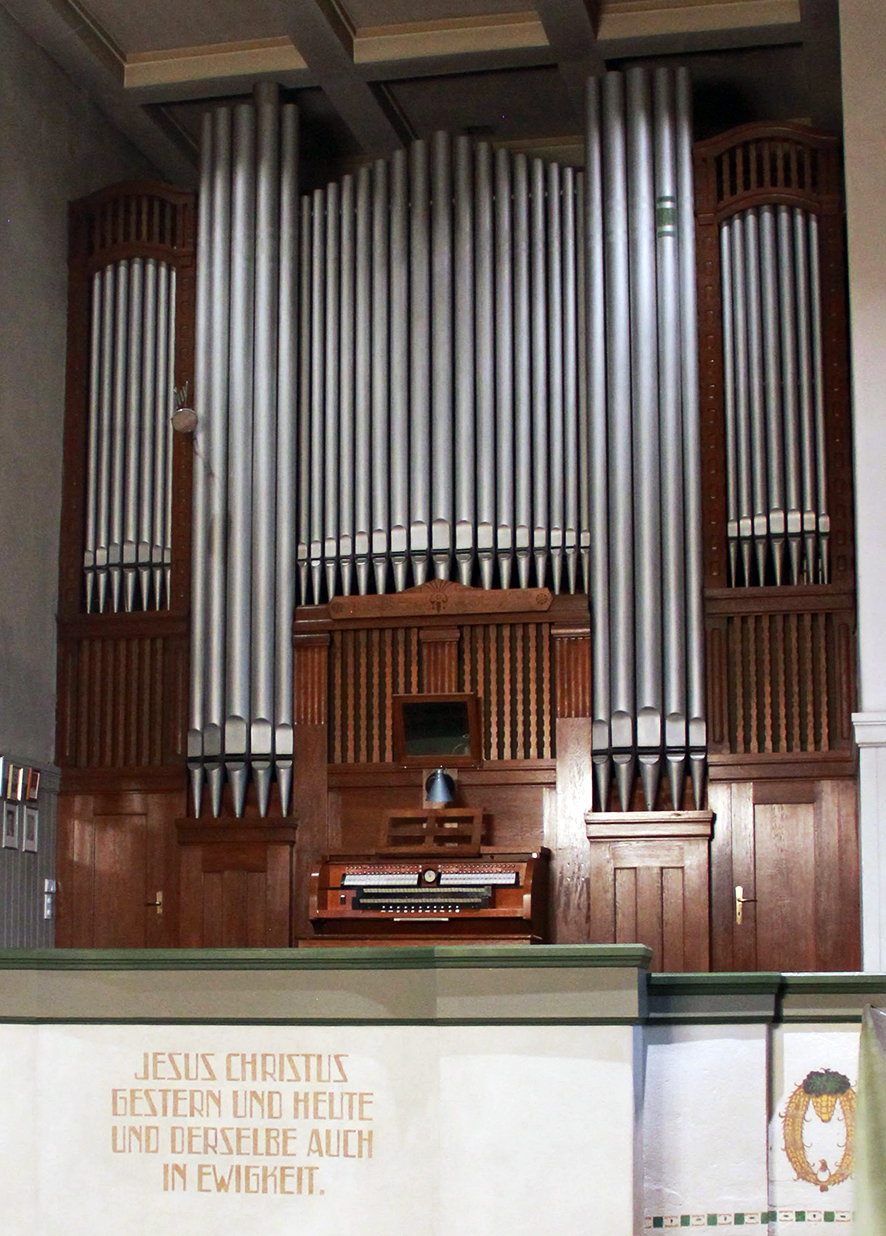
Jugendstil-Prospekt der Orgel

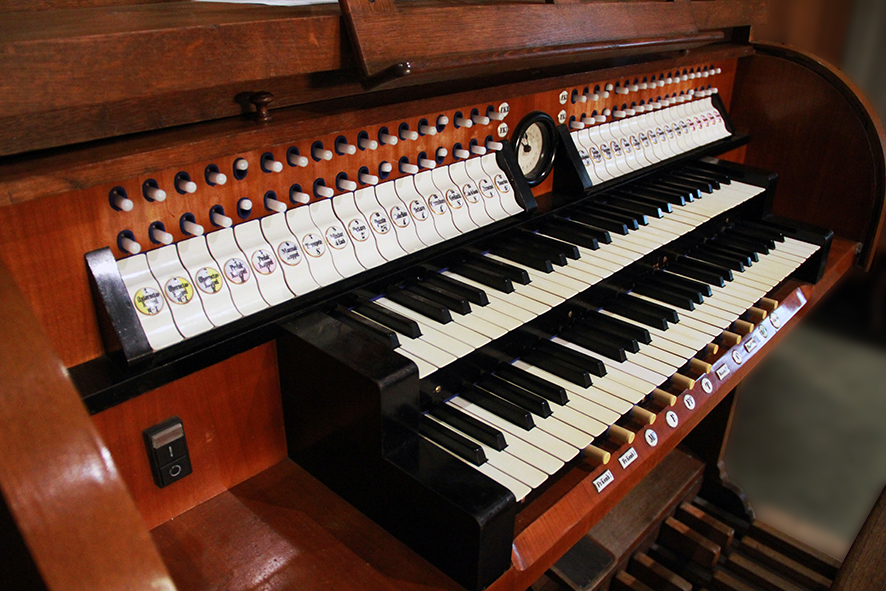
Originaler Spieltisch (Detail)

Die 11.205 Mark teure Orgel mit pneumatischer Ton- und Registertraktur, 28 klingenden Registern und 15 Nebenzügen lieferte der Nürnberger Orgelbauer Johannes Strebel. Die offizielle Abnahme erfolgte am 21. September 1911 durch Richard Johne (Hildburghausen); die Orgelweihe am 25. September 1911. 1938 wurde sie umdisponiert und 2001 folgte eine umfangreiche Restaurierung durch Rösel & Hercher.
| I Hauptwerk C–g3 |       |
| Bordun           | 16′   |
| Principal        | 8′    |
| Viola da Gamba   | 8′    |
| Gedackt          | 8′    |
| Gemshorn         | 8′    |
| Octave           | 4′    |
| Rohrflöte        | 4′    |
| Octave           | 2′    |
| Quinte           | 2 ⁄3′ |
| Mixtur IV        | 2 ⁄3′ |
| Trompete         | 8′    |

| II Schwellwerk C–g3 |       |
| Stillgedackt        | 16′   |
| Geigenprincipal     | 8′    |
| Aeoline             | 8′    |
| Vox celeste         | 8′    |
| Harmoniefl.         | 8′    |
| Echobordun          | 8′    |
| Quintatön           | 8′    |
| Praestant           | 4′    |
| Traversflöte        | 4′    |
| Flautino            | 2′    |
| Cornettino III      | 2 ⁄3′ |
| Klarinette          | 8′    |

| Pedal C–f1  |     |
| Subbass     | 16′ |
| Contrabass  | 16′ |
| Octavbass   | 8′  |
| Violoncello | 8′  |
| Posaune     | 16′ |

- Koppeln:
  - Normalkoppeln: II/I, I/P, II/P
  - Superoktavkoppel: II
  - Superoktavkoppel: II/I
  - Suboktavkoppel: II/I
- Spielhilfen: 4 feste Kombinationen (mf, f, ff, Tutti), 2 freie Kombinationen, Zungen ab, automatisches Pianopedal, Crescendowalze, Calcantenglocke

## Glocken
Im Kirchturm hängen drei Bronzeglocken mit den Tönen cis, ais und fis. Die kleinste hat eine Masse von 220 kg. Sie wurde 1910 bei der Apoldaer Firma Schilling gegossen und trägt die Inschrift „Ein feste Burg ist unser Gott“. Die mittlere Glocke mit 350 kg Masse hat die Inschrift „Unseren Toten zum Gedächtnis. Die Lauschaer Kirchgemeinde 1952“. Sie stammt ebenfalls von Schilling und wurde 1952 gegossen. Sie ersetzte ebenso wie die dritte, 1190 kg schwere Glocke die beiden 1942 eingeschmolzenen Glocken. Die große Glocke wurde 1497 gegossen und ist ein Geschenk der Thüringer Landeskirche an die Gemeinde 1952. Ihre Herkunft ist nicht bekannt. Sie hat die Inschrift „o rex gloriae veni cum pace“ (O König der Ehren, komme in Frieden).